# Eupithecia sinicaria
Eupithecia sinicaria är en fjärilsart som beskrevs av John Henry Leech 1897. Eupithecia sinicaria ingår i släktet Eupithecia och familjen mätare. Inga underarter finns listade i Catalogue of Life.